# Altstadt (Schwerin)
Die Schweriner Altstadt ist ein Stadtteil und der historische Kern der mecklenburg-vorpommerschen Landeshauptstadt Schwerin.

## Lage

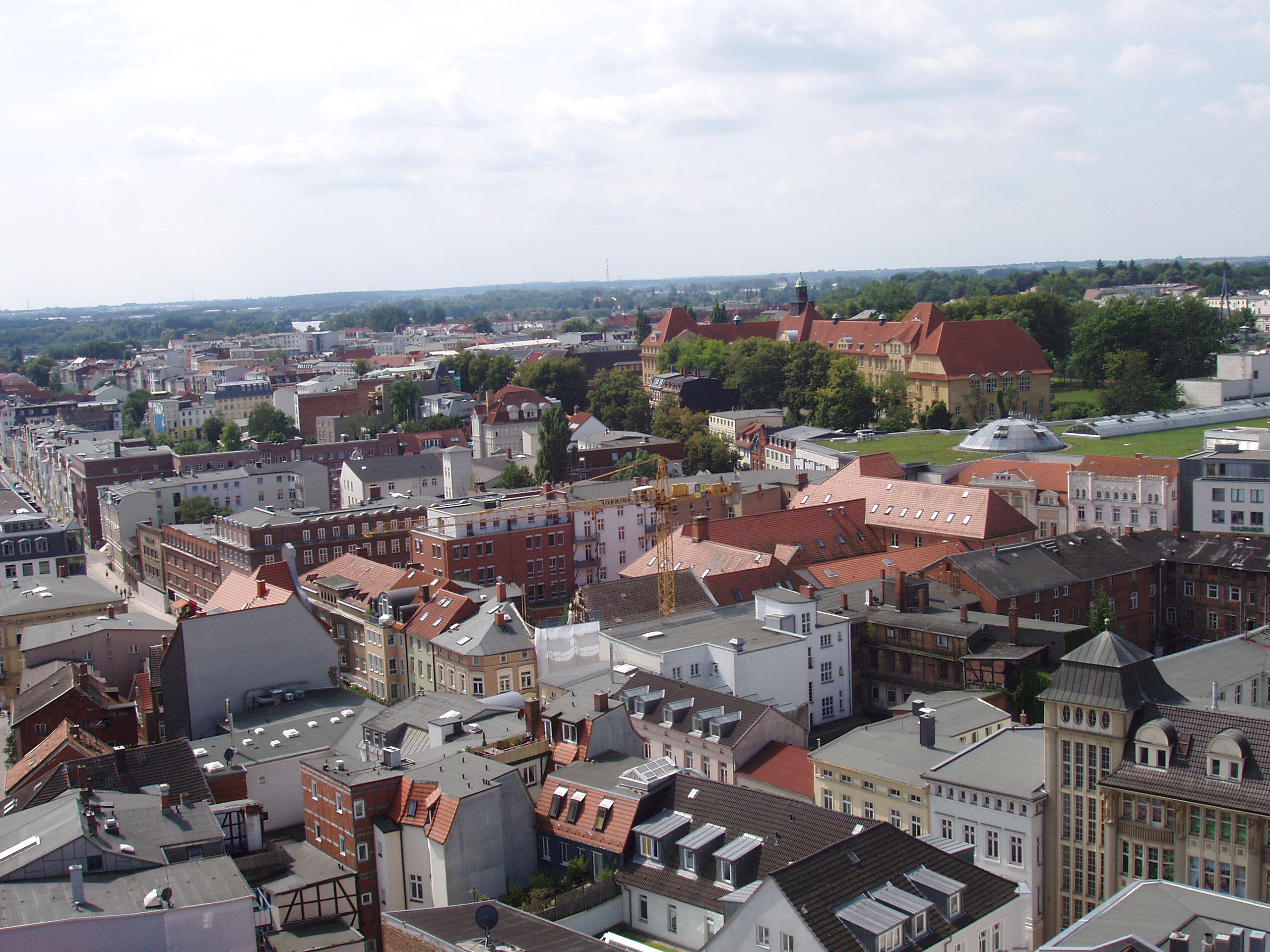
Blick vom Schweriner Dom in die Altstadt

Die 77 Hektar große Altstadt befindet sich am Westufer des als Innensee bezeichneten Südteils des Schweriner Sees und grenzt an die Stadtteile Schelfstadt im Norden, Werdervorstadt im Nordosten, Ostorf im Süden, die Feldstadt im Südwesten und die Paulsstadt im Westen. Zum Areal gehört der Burgsee der als Bucht durch die Schlossinsel und deren Brücken vom Schweriner See getrennt ist.

## Geschichte
Hauptartikel: Geschichte Schwerins

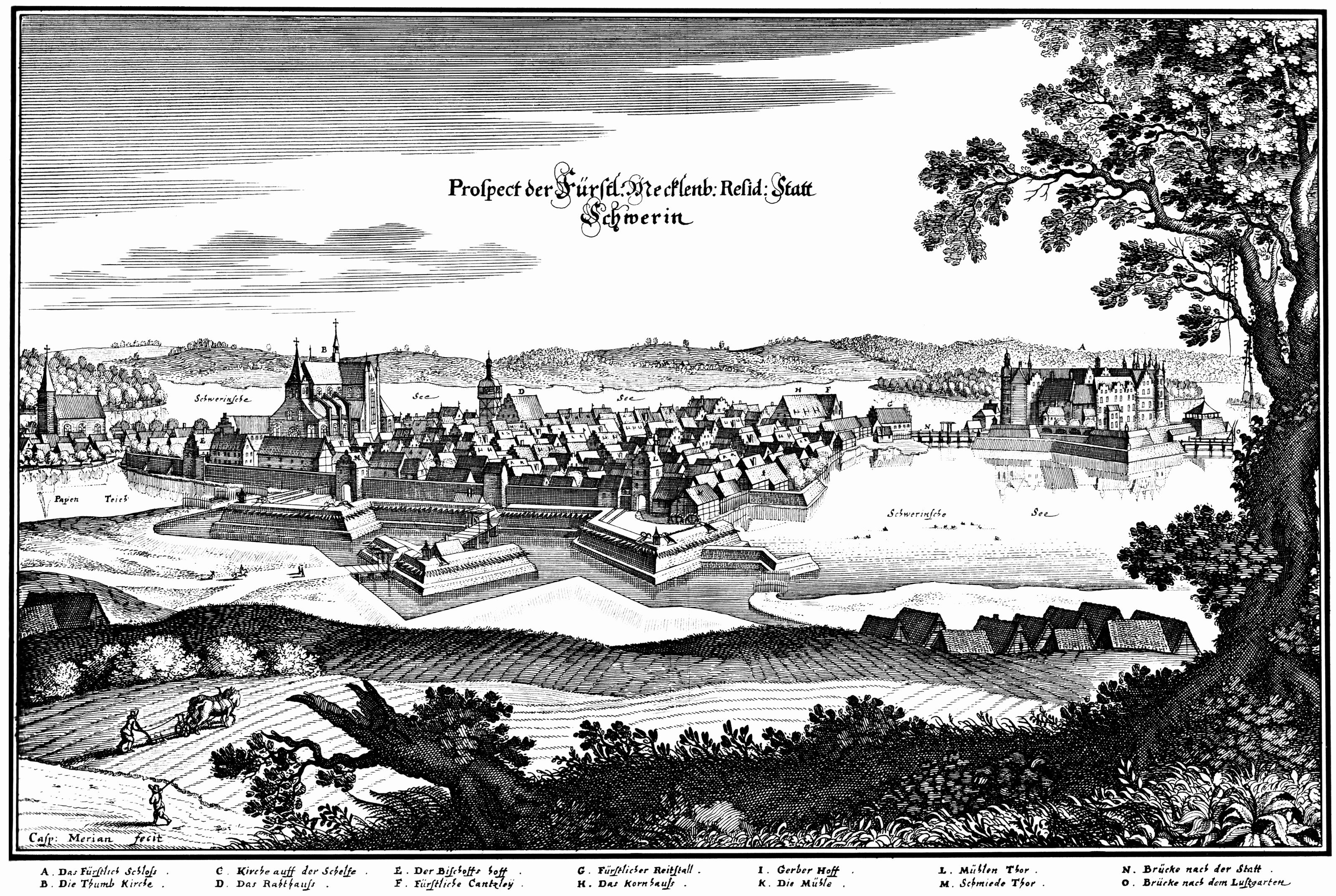
Schwerin vor 1651

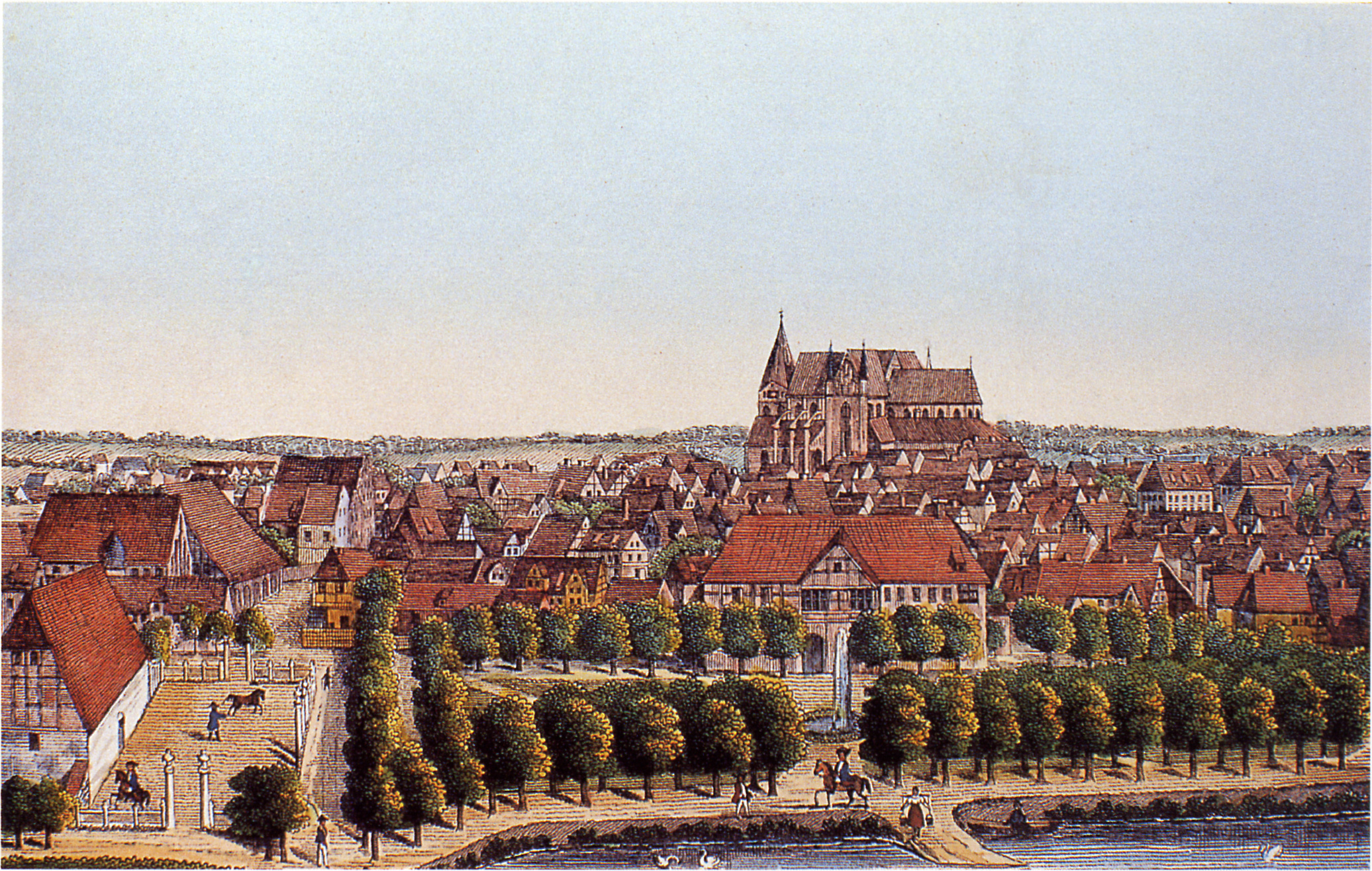
Altstadt 1742

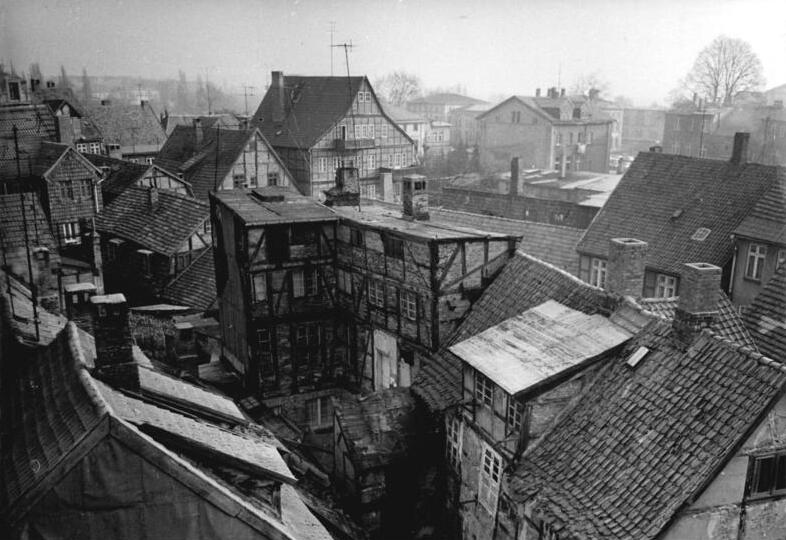
Baufällige Fachwerkhäuser auf dem Großen Moor im Jahr 1975

Bereits aus dem Jahr 965 existieren Aufzeichnungen von einer Burg in einem Süßwassersee, welche von Historikern Schwerin zugerechnet wird. Angesichts der übermächtigen herannahenden Truppen Heinrichs des Löwen lässt der Obotritenfürst Niklot 1160 die Burg niederbrennen. Nach dem Sieg Heinrichs über Niklot, erfolgt die Gründung der Stadt Schwerin und der Wiederaufbau der Burg. Um 1171 wird der erste Dom gestiftet. Die Stadt war vorerst durch einen hölzernen Wall gesichert. Der seit 1284 durch Aufstauung des Aubachs entstandene Mühlenteich (später: Pfaffenteich) reichte einst noch bis südlich des heutigen Marienplatzes. Die Stadt war über den dort befindlichen Damm der Grafenmühle zugänglich.
Der Name des Straßenzuges Tappenhagen wurde im Jahre 1403 erstmals erwähnt, gehörte jedoch erst gegen Ende des 15. Jahrhunderts zur Stadt Schwerin. Der Ausdruck „-hagen“ lässt sich auf das germanische Wort „hago“ zurück führen und bezeichnet ein eingezäuntes Gelände. Tappen hingegen steht entweder für das niederdeutsche Wort „Zapfen“ oder geht auf einen Personennamen zurück. Heute zeugt nur noch ein schmaler Weg am – Großer Moor – vom Beginn des ehemaligen Verlaufs.
Die hölzerne Stadtbefestigung wurde erst ab dem 14. Jahrhundert durch eine Mauer ersetzt, welche die sich parallel zur Altstadt entwickelnde Schelfe nördlich Schwerins nicht mit einfasste. Später entstand ein neuer Zugang durch das Schmiedetor und die Schmiedestraße. Die Stadtbefestigung wurde bis ins endende 18. Jahrhundert unter Nutzung der Wasservorkommen weiter ausgebaut und mit erfolgender Ausdehnung der Wohnbebauung nach und nach wieder eingerissen. Reste der Stadtmauer sind bis heute in der Burgstraße erhalten.
Bei Bränden in den Jahren 1531, 1558 und 1651 wurden große Teile der altstädtischen Bausubstanz zerstört. Mit Ausnahme des Schweriner Doms, des Domhofs und einiger Teile des Schlosses sind heute keine Bauwerke erhalten, die vor dem 17. Jahrhundert entstanden sind. Geprägt ist die Altstadt vom Historismus des 19. Jahrhunderts. Durch Rückverlegung der herzoglichen Residenz von Ludwigslust nach Schwerin im Jahr 1837 lebte neben der Wirtschaft auch die Bautätigkeit wieder auf. Unter dem Einfluss des 1841 zum Hofbaumeister berufenen Georg Adolph Demmler wurden repräsentativen Bauten und das umgestaltete Schweriner Schloss errichtet.
Einst bezeichnete man die Puschkin-Str.- Großer Moor - Bader Str.- ebenso die Salz Str. als das Schweriner Altstadtquartier. Im Eckhaus der Puschkin,- zur Salz Str. befand sich ein Süßwarengeschäft „Schogette“ welches wie weiteres 1977 großen Abriss - Sprengungen zum Opfer fiel. Seit 1968 entstanden neue Wohngebäude in Plattenbauweise auf dem Großen Moor in der Altstadt, nachdem alte, vernachlässigte Bausubstanz dort abgerissen und am Burgsee aufgeschüttet wurde. Die monotone Erscheinung der Plattenbauten wurde nur durch Beibehaltung historischer Straßenführungen, teilweise Klinkerverblendung der Fassaden sowie die Anschrägung der Dächer aufgelockert. Erst in den 1980er Jahren wurden auch vereinzelt Fachwerkbauten saniert.
Umfangreiche Sanierungen am Schloss und an historischen Gebäuden der Altstadt fanden nach jahrelangem Verfall erst nach der politischen Wende statt. Mit dieser entstanden auch innerstädtische Einkaufszentren und -passagen wie die Burgseegalerie, der Wurm, und das Schlossparkcenter, ebenso der Bau Marienplatz-Galerie folgten. 

## Sehenswürdigkeiten und Kultur
- Schweriner Schloss, heute Sitz des Landtages Mecklenburg-Vorpommerns
- Schweriner Dom
- Mecklenburgisches Staatstheater Schwerin
- Staatliches Museum Schwerin
- Rathaus und der Markt
- Marstall
- Altes Palais
- Kollegiengebäude I als Sitz der Staatskanzlei
- Demmler-Haus
- Haus der Kultur (HDK)
- Café Prag

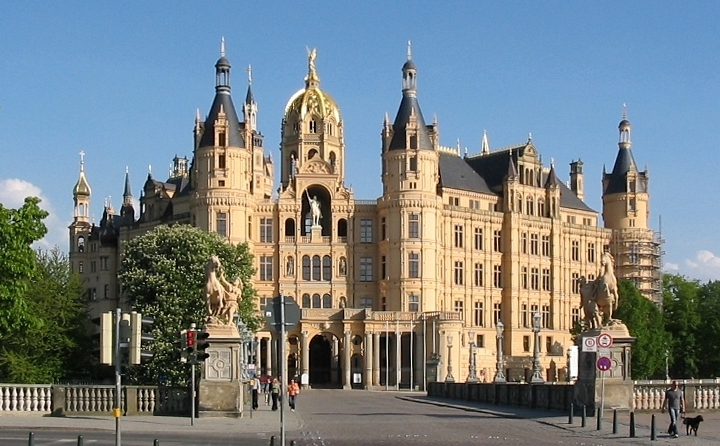
Schweriner Schloss
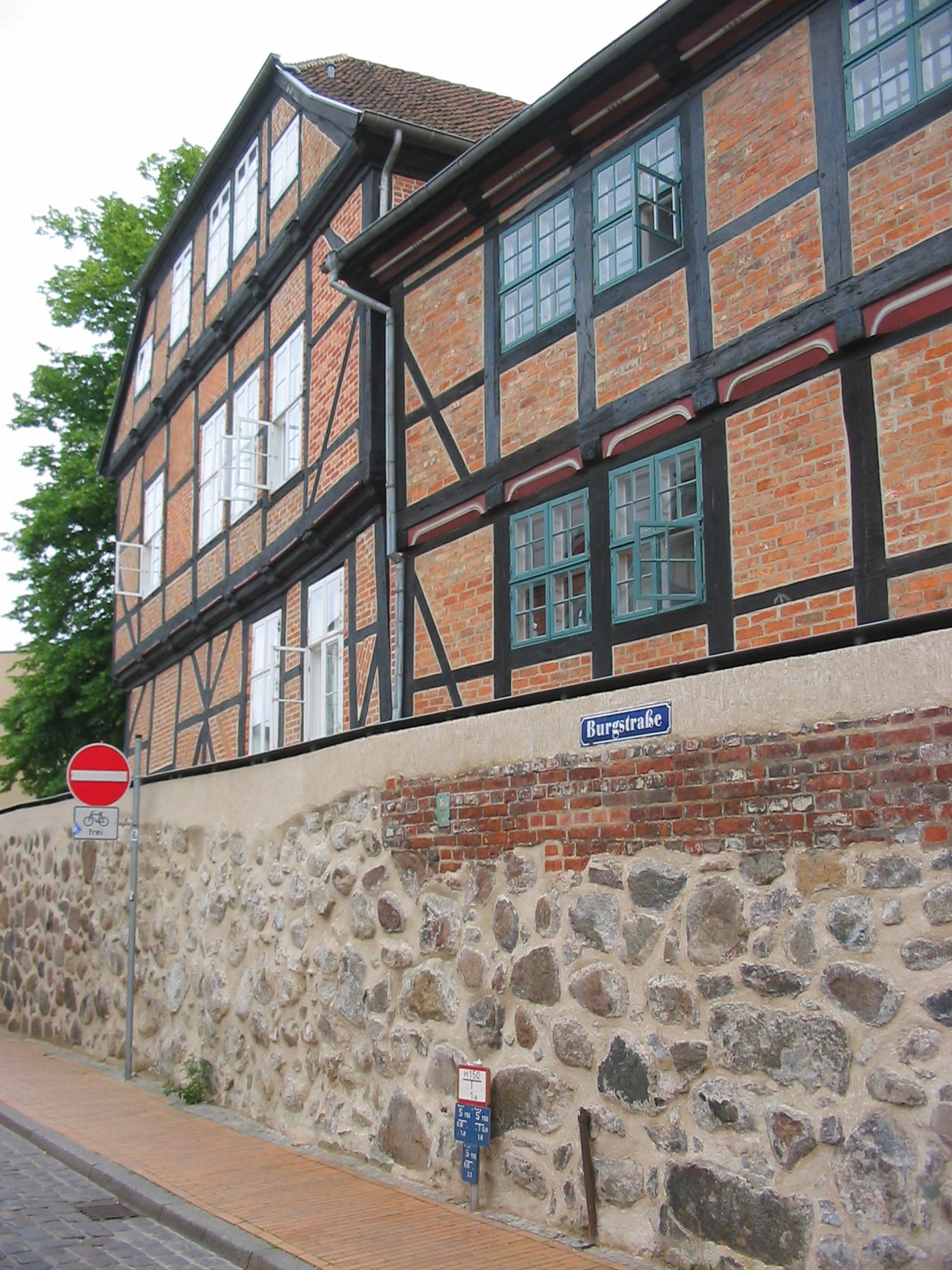
Reste der Stadtmauer
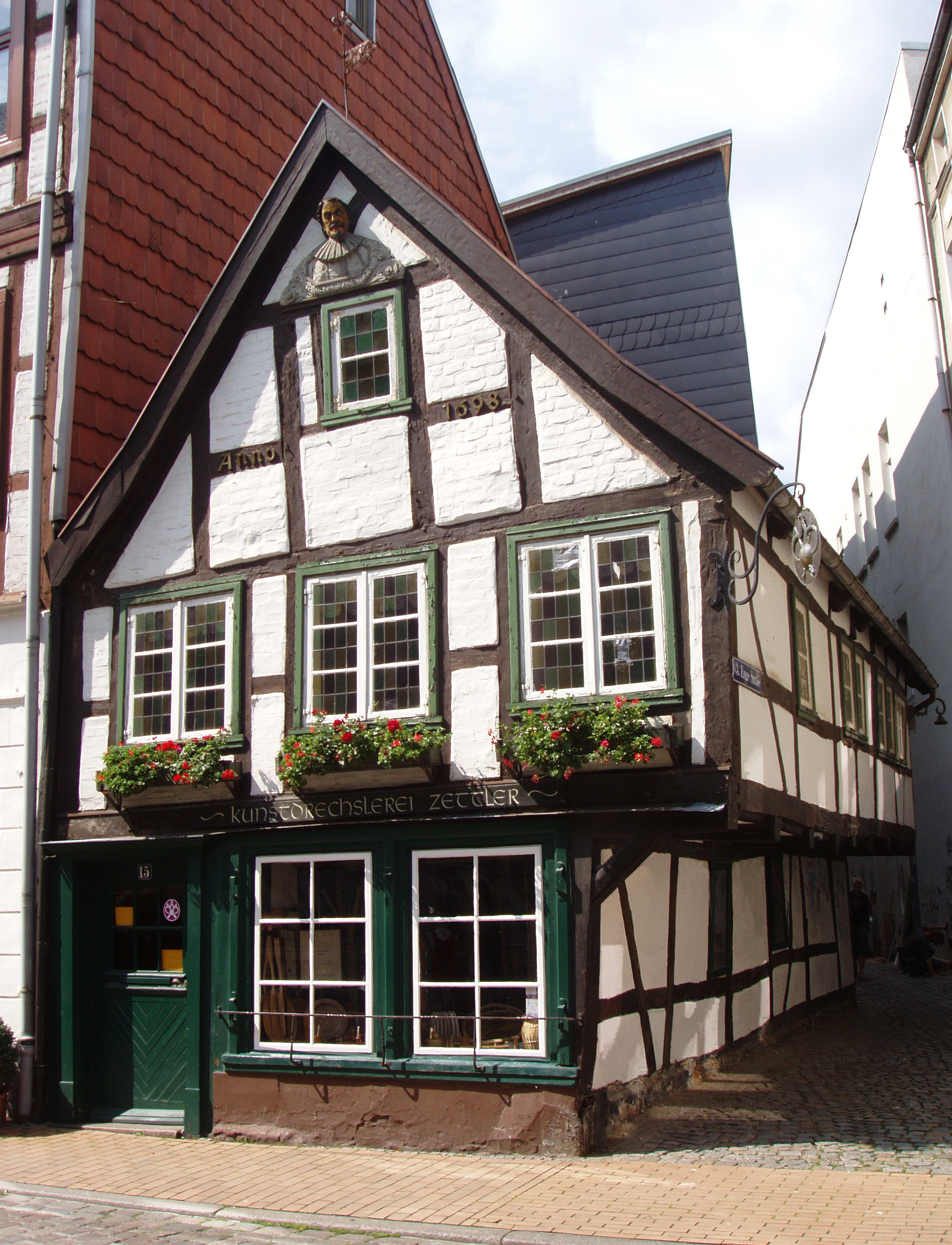
Haus Zettler von 1698
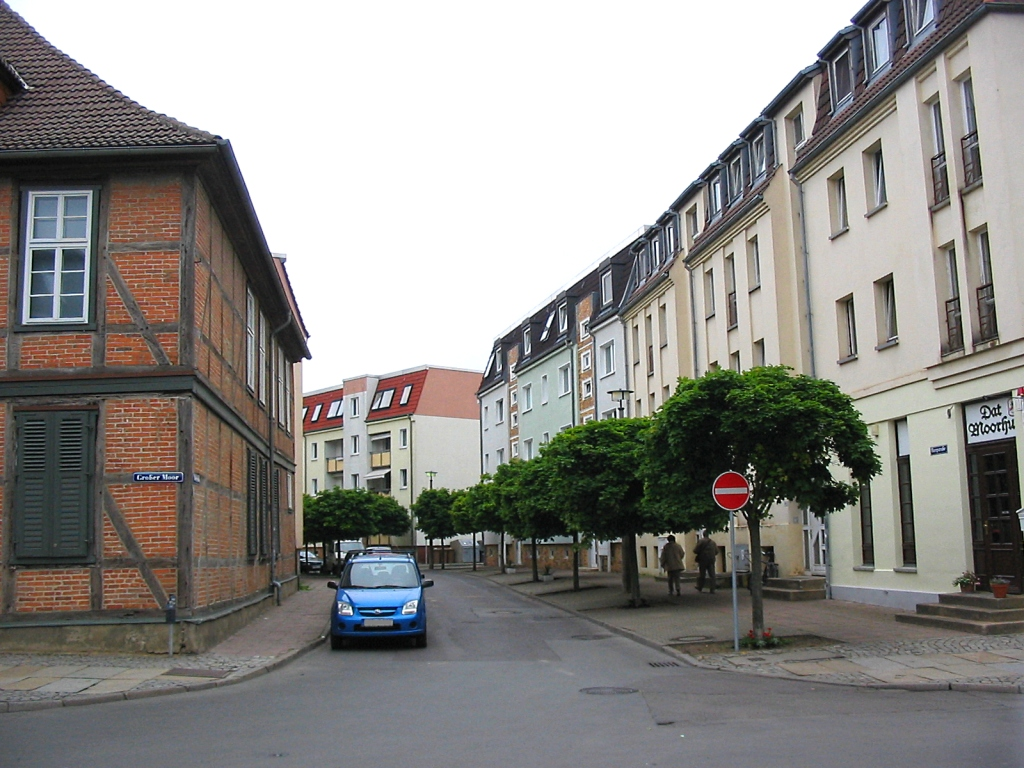
Großer Moor (2007)
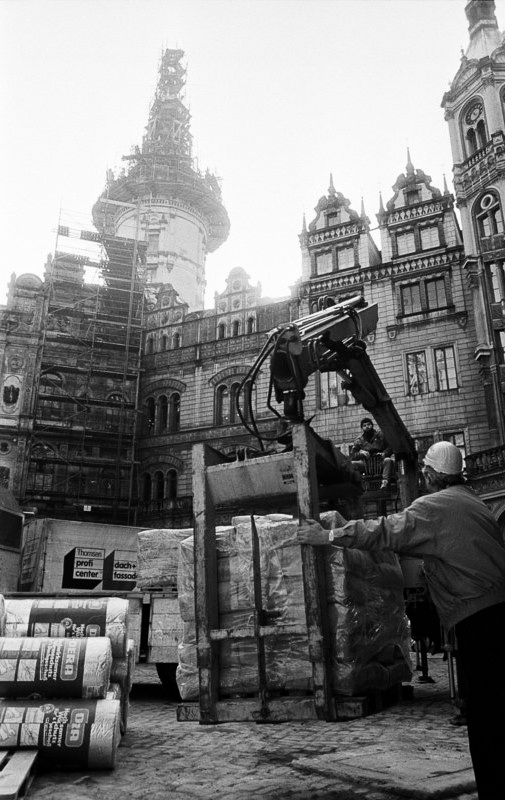
Schlosssanierung (1990)
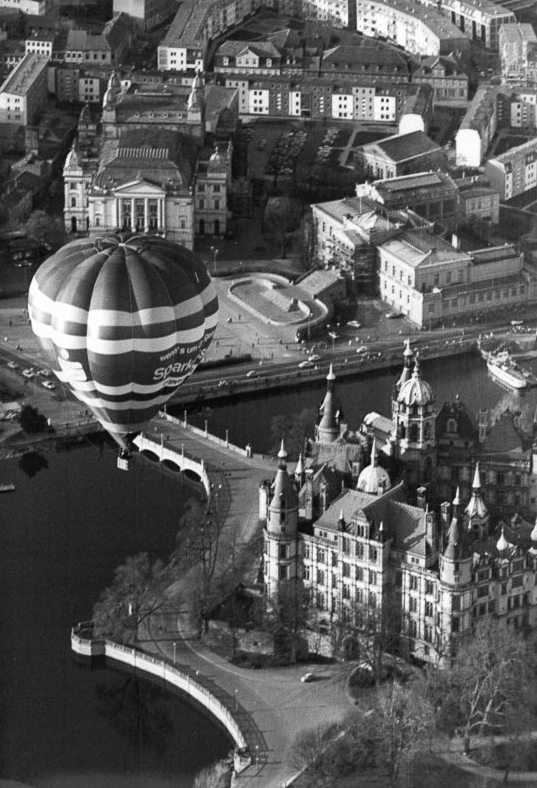
Heißluftballonfahrt über das Schloss (1990)
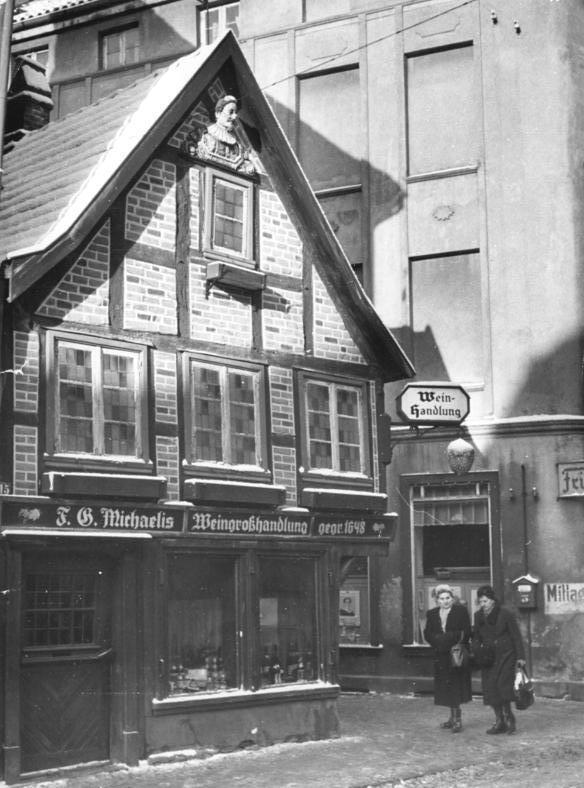
Haus Zettler (1955)
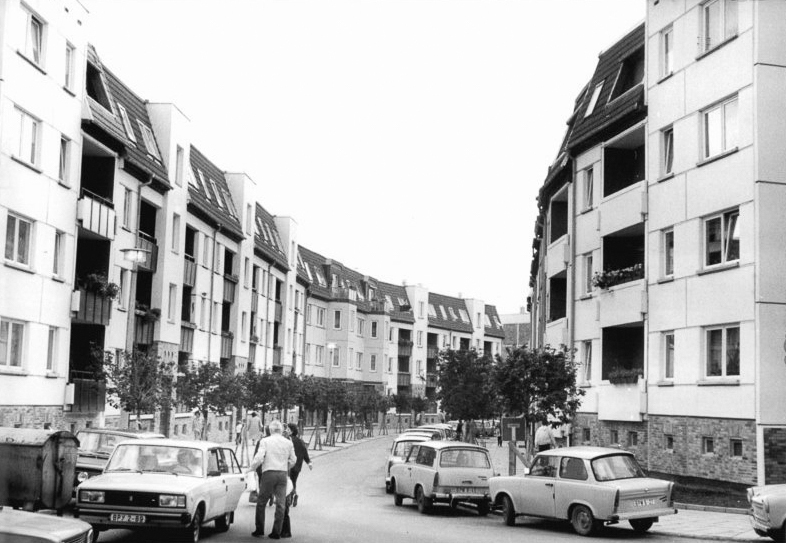
Großer Moor (1988)

## Wirtschaft, Verkehr, Infrastruktur
Am Marienplatz befindet sich der zentrale Umsteigepunkt des Nahverkehrs der Stadt. Drei der vier Straßenbahn- sowie mehrere Buslinien treffen hier aufeinander. Der Hauptbahnhof befindet sich im benachbarten Stadtteil Paulsstadt, der nach 1990 eingerichtete Haltepunkt Schwerin Mitte liegt auf der Grenze zur Feldstadt.
Teile der Altstadt sind als Fußgängerzone ausgewiesen.
Bedeutsame Straßen sind: Arsenalstraße, Buschstraße, Goethestraße, Graf-Schack-Allee, Mecklenburgstraße, Puschkinstraße, Schlachterstraße, Schloßstraße, Schmiedestraße, Schusterstraße, Werderstraße, Wismarsche Straße und die Martinstraße.